# Chapitre de Reims

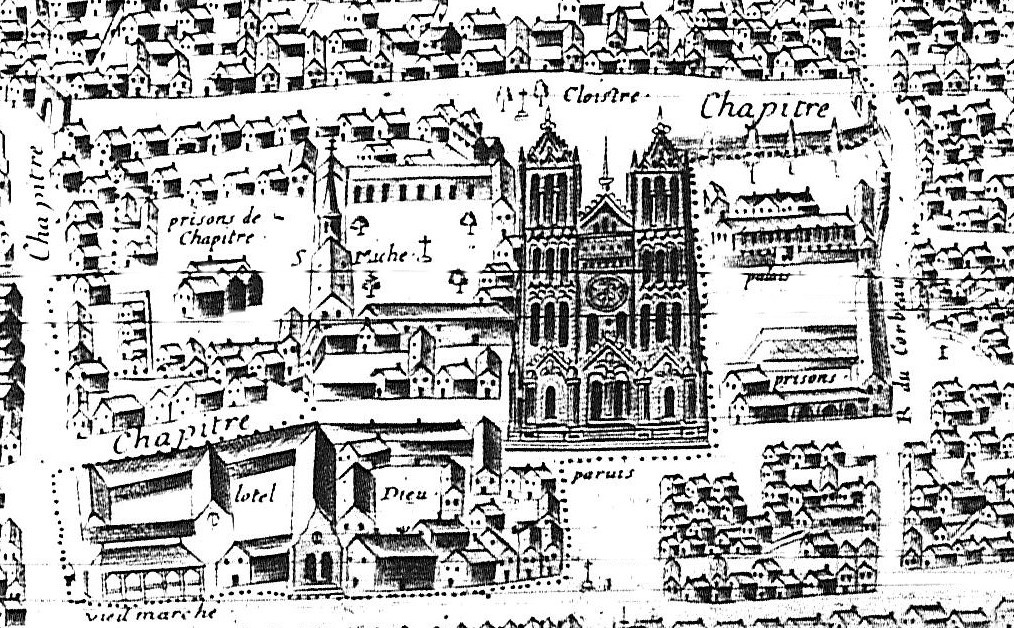
Contour du Chapitre de Reims.

Le Chapitre de Reims était un collège de clercs appelés chanoines, attachés à la Cathédrale Notre-Dame de Reims.
Leur mission est d'une part d'assurer collectivement le chant de l'office divin aux heures canoniales de la journée et d'être le conseil de l’archevêque de Reims.

## Histoire
L’archevêque de Reims Rigobert (695-717) avait doté le chapitre de terres que l’on appelle mense capitulaire censée assurer la subsistance de l’institution.
Leur mission est d'une part d'assurer collectivement le chant de l'office divin aux heures canoniales de la journée et d'autre part d'être le conseil de l’archevêque de Reims.
Le chapitre de Reims était un collège de 72 Chanoines.
Au fil du temps, le pouvoir du chapitre s’est renforcé au point de concurrencer celui de l’archevêque, créant ainsi de nombreuses tensions.
La Révolution supprime le Chapitre.
Le chapitre de Reims est définitivement fermé le 25 novembre 1790.

## Délimitation du Chapitre de Reims

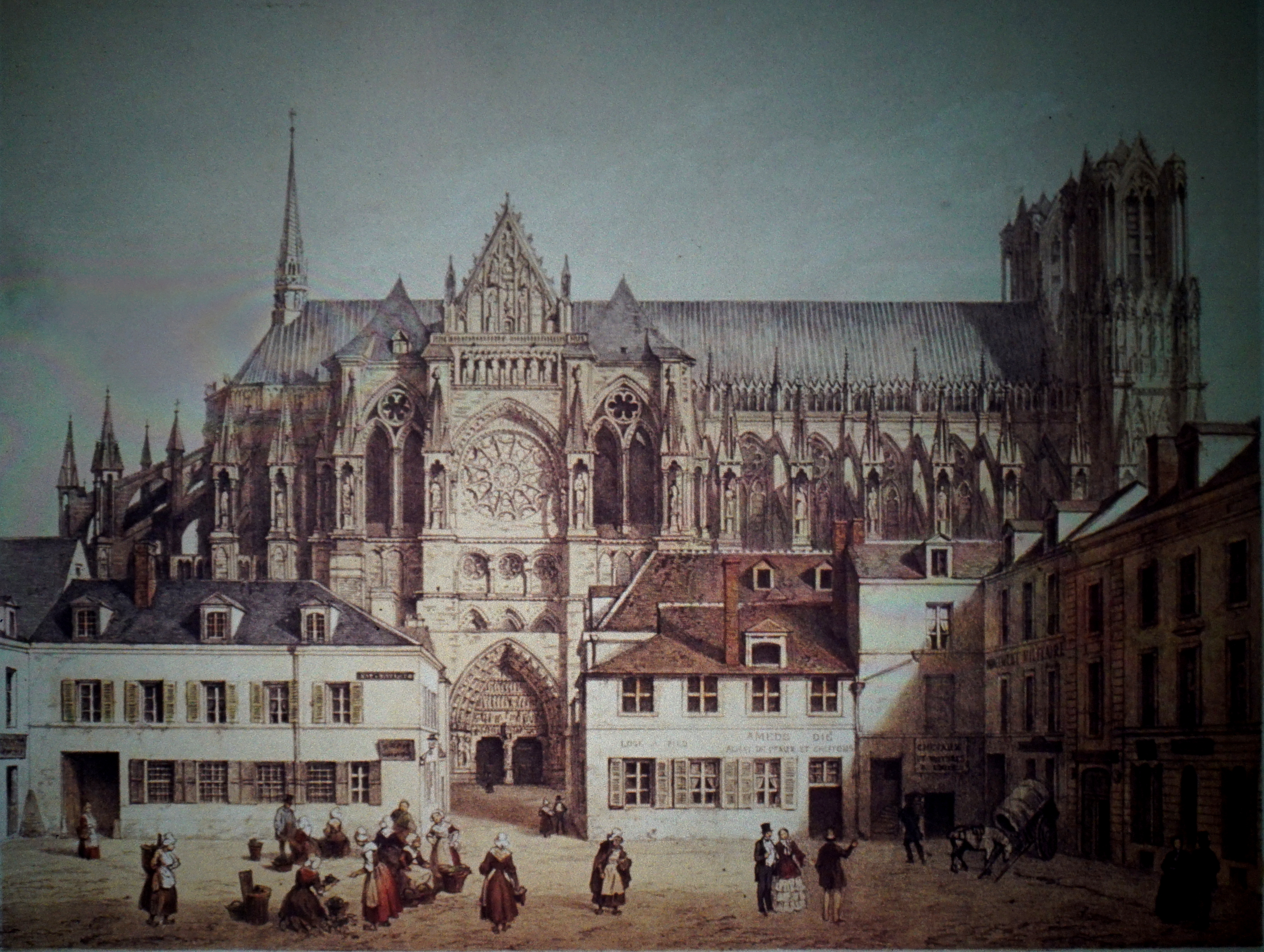
La cour du chapitre en 1823.

Le Chapitre de Reims, nom également utilisé pour désigner le Quartier canonial du chapitre de la cathédrale de Reims, était délimité par le Cours Anatole-France, la Place Royale, la rue Carnot et la rue Tronson-Ducoudray.
L’accès au chapitre se faisait par deux portes gardées dont une porte subsiste encore de nos jours, bien qu'elle ait été légèrement déplacée lors de la reconstruction de la ville après la Grande Guerre.
Le chapitre de Reims comprenait de nombreux bâtiments : l’hôtel Dieu, l’église Saint Michel, la prison du Chapitre, la cathédrale et un cloître près de la tour nord de la cathédrale avec accès direct à la Cathédrale.

## La justice du ban du chapitre
Le Chapitre de Reims avait comme l’archevêque, le chapitre, puis les abbayes de Saint-Rémi et Saint-Nicaise tout pouvoir de justice sur le territoire pour lequel il a autorité.
Ce territoire était plus grand que les limites du chapitre car il comprenait également d’autres parties de la ville de Reims.

## Papes issus du Chapitre de Reims
Trois papes sont issus du Chapitre de Reims :
- Gerbert d'Aurillac dit le « savant Gerbert », assura en 972, la direction de l'école cathédrale de Reims. Il deviendra pape sous le nom de Sylvestre II.
- Eudes de Châtillon il devient d'abord chanoine puis archidiacre à Reims. Il deviendra pape sous le nom de Urbain II.
- Ottobono de' Fieschi est archidiacre de Reims en 1251. Il deviendra pape sous le nom de Adrien V.

## Chanoine de Reims
- Flodoard (894-966), chanoine du chapitre de la cathédrale de Reims, archiviste, bibliothécaire, historien et écrivain. Il était aussi curé de Cormicy.
- Guillaume Coquillart devint chanoine et official de la ville de Reims en 1482

## Armoiries du chapitre

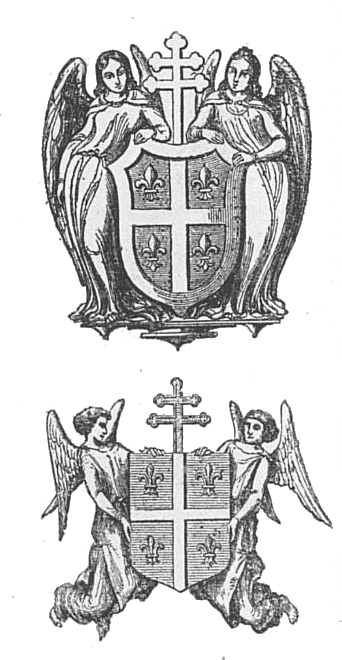
Armoiries-du-chapitre.

Les Armes du Chapitre de Reims se décrivent sous la forme : écu chargé de quatre fleurs de lys autour d’une croix, surmonté d’une croix de Lorraine, accosté de deux anges, en pied, drapés.

## Ancien sceau de la métropole

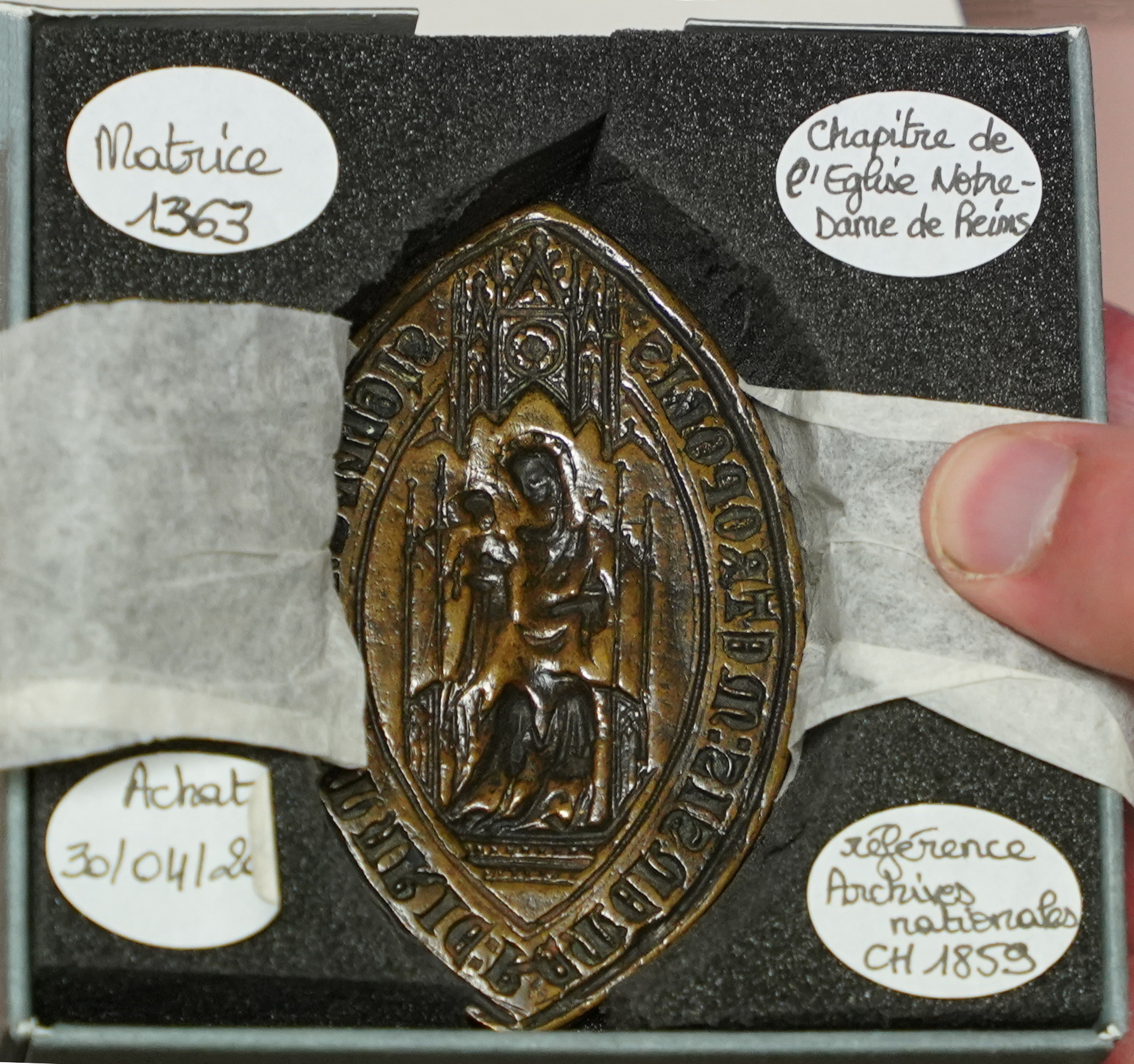
La matrice du sceau présentée lors des Journée internationale des archives à Reims en 2025.

Sceau ovale appointé figurant la Vierge à l’Enfant, en trône, sous un dais gothique, tenant l’enfant au globe à gauche, un sceptre fleur de lysé à droite, couronnée, tous deux auréolés, sur le circulaire, légende.

## Croix du chapitre de la cathédrale de Reims
La Croix du chapitre de la cathédrale de Reims est en argent, vermeil et émail. 
Elle est munie d’un ruban de soie moirée violet liseré de blanc.
Elle représente la Vierge à l'Enfant et Saint Rémi.
Elle a été instituée en 1857 par le Cardinal Gousset.
Elle porte un poinçon à tête de sanglier.